# Steele Von Hoff
Steele Von Hoff (Mornington, Victòria, 31 de desembre de 1987) és un ciclista australià, professional des del 2013. Actualment corre a l'equip ONE Pro Cycling. En el seu palmarès destaquen dues edicions del Campionat d'Austràlia de critèriums, el 2014 i 2015 i una etapa al Tour Down Under de 2015.

## Palmarès
- 2011
  - 1r a la Goulburn to Sydney Classic
- 2012
  - Vencedor de 2 etapes al Tour de Guadalupe
  - Vencedor d'una etapa a l'Olympia's Tour
- 2014
  -  Campió d'Austràlia en critèrium
- 2015
  -  Campió d'Austràlia en critèrium
  - Vencedor d'una etapa al Tour Down Under
  - 1r a la Rutland-Melton Classic
  - 1r a la Jock Wadley Memorial Road Race
- 2016
  - Vencedor d'una etapa a la Volta a Noruega
  - Vencedor d'una etapa al Sibiu Cycling Tour